# Lamoura
Lamoura ist eine Gemeinde im französischen Département Jura in der Region Bourgogne-Franche-Comté.

## Geographie
Lamoura liegt auf 1154 m und gehört damit zu den höchstgelegenen geschlossenen Ortschaften im französischen Jura, etwa acht Kilometer östlich der Stadt Saint-Claude (Luftlinie). Das ehemalige Straßenzeilendorf erstreckt sich im Hochjura, in einer Mulde am nordöstlichen Rand der Hautes-Combes, westlich des Crêt Pela.
Die Fläche des 22,28 km² großen Gemeindegebiets umfasst einen Abschnitt des französischen Juras. Das Gebiet liegt ausschließlich auf der Hochfläche der Hautes-Combes (im Mittel auf 1150 m). Die Landschaft ist gewellt und zeigt Geländestrukturen wie Höhenrücken und Mulden, die gemäß der Streichrichtung des Faltenjuras in diesem Gebiet in Südwest-Nordost-Richtung orientiert sind. Die meisten Muldenlagen weisen keinen oberirdischen Abfluss auf, da das Niederschlagswasser sofort im porösen kalkhaltigen Untergrund versickert. Das einzige oberirdische Fließgewässer ist der Bief Froid. Er entspringt am Fuß des Crêt Pela und fließt durch ein weites Synklinaltal, die Combe du Lac, nach Südwesten. Östlich des Dorfes befindet sich der kleine Lac de Lamoura.
Während die Hochfläche im südwestlichen Gemeindeabschnitt ein lockeres Gefüge von Weideland und Wald zeigt, finden sich gegen Nordosten ausgedehnte Waldgebiete. Die Höhenrücken steigen nach Nordosten hin allmählich an. Flankiert wird die Synklinale des Bief Froid auf seiner Nordseite vom Bois de Tresberruy (1244 m) und dem Bois de Ban (1381 m), auf der Südseite von der Antiklinale des Crêt Pela, auf dem mit 1495 m die höchste Erhebung von Lamoura erreicht wird. An verschiedenen Stellen gibt es typische Karsterscheinungen wie beispielsweise Dolinen und Karrenfelder. In einem langen Streifen erstreckt sich das Gemeindeareal nach Nordosten bis fast an die Staatsgrenze zur Schweiz und umfasst dabei einen großen Teil der Forêt du Massacre. Das Gemeindegebiet ist Teil des Regionalen Naturparks Haut-Jura (frz.: Parc naturel régional du Haut-Jura).
Zu Lamoura gehören neben dem eigentlichen Dorf auch verschiedene Weiler und zahlreiche Einzelhöfe, darunter:
- Tréchaumont (1120 m) in einer Talmulde südwestlich des Dorfes
- Chaux-Berthod (1160 m) am westlichen Rand des Bois de Tresberruy

Nachbargemeinden von Lamoura sind
- Longchaumois und Prémanon im Norden,
- Lajoux im Osten und Süden,
- Septmoncel les Molunes  mit Septmoncel im Westen,
- Saint-Claude ebenfalls im Westen.

## Geschichte
Das Gebiet um Lamoura wurde im 11. Jahrhundert von den Mönchen des Klosters Saint-Claude gerodet und urbar gemacht. Während langer Zeit war die Siedlung nur im Sommerhalbjahr bewohnt. Die Forêt du Massacre östlich des Dorfes erhielt ihren Namen nach dem im Jahr 1535 erfolgten Überfall von Truppen des Herzogs von Savoyen auf rund 600 italienische Söldner, die vom französischen König Franz I. zur Verstärkung für die von den Savoyern belagerte Stadt Genf losgeschickt wurden.
Mit der Abtrennung von Septmoncel wurde Lamoura 1839 zu einer selbständigen Gemeinde erhoben.
Als sich Frankreich im Zweiten Weltkrieg unter deutscher Besatzung befand, organisierte der Diamantschleifer Gervais Millet mit dem passenden Decknamen Diamond im März 1943 die erste lokale Widerstandsgruppe der Résistance.

## Sehenswürdigkeiten

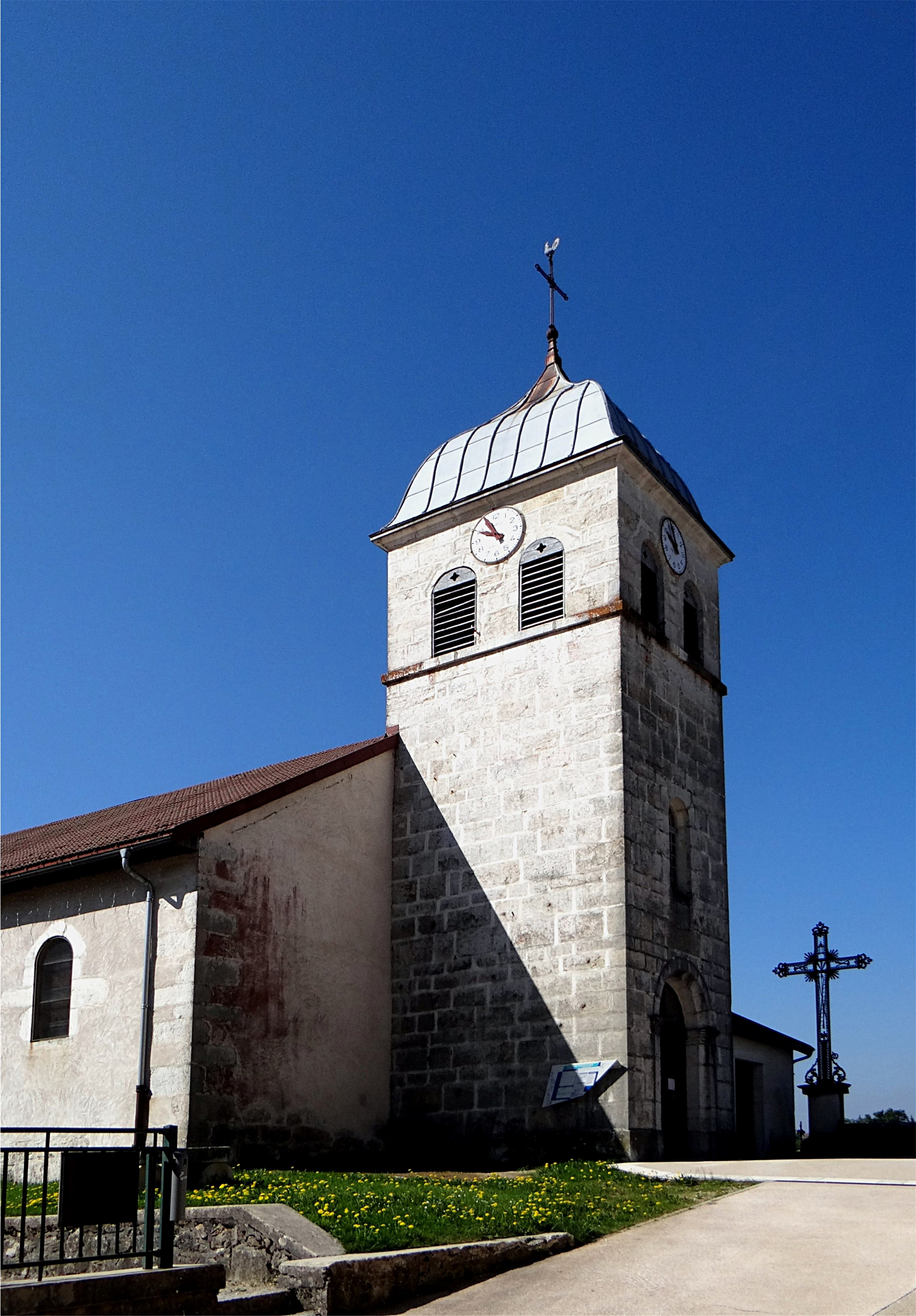
Kirche Saint-François-de-Sales

Die Dorfkirche Saint-François-de-Sales in Lamoura wurde im 19. Jahrhundert errichtet. Im Musée du Lapidaire wird die Kunst der Edelsteinschleiferei gezeigt.

## Bevölkerung
| Jahr                       | 1962 | 1968 | 1975 | 1982 | 1990 | 1999 | 2005 | 2017 |
| Einwohner                  | 240  | 215  | 333  | 379  | 388  | 436  | 524  | 642  |
| Quellen: Cassini und INSEE |      |      |      |      |      |      |      |      |

Mit 659 Einwohnern (Stand 1. Januar 2022) gehört Lamoura zu den kleinen Gemeinden des Départements Jura. Nachdem die Einwohnerzahl in der ersten Hälfte des 20. Jahrhunderts markant abgenommen hatte (1886 wurden noch 909 Personen gezählt), wurde seit Beginn der 1970er-Jahre wieder eine deutliche Bevölkerungszunahme verzeichnet.

## Wirtschaft und Infrastruktur
Lamoura war bis weit ins 20. Jahrhundert hinein ein vorwiegend durch die Landwirtschaft, insbesondere Viehzucht und Milchwirtschaft, sowie durch die Forstwirtschaft geprägtes Dorf. Daneben gibt es heute einige Betriebe des lokalen Kleingewerbes. Viele Erwerbstätige sind auch Wegpendler, die in den größeren Ortschaften der Umgebung ihrer Arbeit nachgehen.
Als Erholungsort in einem beliebten Ausflugsgebiet im Hochjura profitiert Lamoura heute auch vom Tourismus, insbesondere vom Wintertourismus, wenn auf dem Plateau der Hautes-Combes Skilanglauf betrieben werden kann. Die Hänge westlich des Crêt Pela sind durch Skilifte für den alpinen Skisport erschlossen. In der Combe du Lac, Startplatz der jährlich stattfindenden Transjurassienne, eines 76 Kilometer langen Skimarathons, wurde ein modernes Feriendorf errichtet.
Die Ortschaft liegt abseits der größeren Durchgangsstraßen, ist aber von Septmoncel und Lajoux an der D936 (Saint-Claude–Col de la Faucille) leicht zu erreichen. Weitere Straßenverbindungen bestehen mit Longchaumois und Les Rousses.

## Persönlichkeiten
- Robert Gindre (1911–1991), Skilangläufer
- René Mandrillon (1928–1970), Skilangläufer
- Claude Legrand (* 1941), Skilangläufer